# トロイ・コッツァー
トロイ・マイケル・コッツァー（Troy Michael Kotsur, 1968年7月24日 - ）は、アメリカ合衆国のろう者の俳優。映画『コーダ あいのうた』（2021年）への出演によりアカデミー助演男優賞やゴッサム賞を受賞したほか、ゴールデングローブ賞、クリティクス・チョイス・アワード、インディペンデント・スピリット賞、全米映画俳優組合賞にノミネートされた。
他に映画『No Ordinary Hero: The SuperDeafy Movie』（2013年）で監督デビューも果たしている。

## 生い立ちと教育
アリゾナ州メサで母ジョディと父レオナルドの間に生まれる。彼は父が警察署長をしていたメサとフェニックスで育った。彼はフェニックス聾学校に通った後、ウェストウッド高校を卒業した。また1987年から1989年にかけてギャローデット大学で舞台、テレビ、映画を学んだ。

## キャリア
コッツァーはテレビや映画の他にデフ・ウェスト・シアターの作品『ビッグ・リバー』に出演した。出演したテレビシリーズ『F.B.EYE!! 相棒犬リーと女性捜査官スーの感動!事件簿』ではASLのスペシャリストとしても貢献した。2022年以降は全聾者のキャストと共演するスポーツドラマ『Flash Before the Bang』が控えている。

## フィルモグラフィ

### 映画
| 年   | 題名                                                   | 役名                 | 備考             |
| ---- | ------------------------------------------------------ | -------------------- | ---------------- |
| 2007 | ナンバー23 The Number 23                               | バーナビィ           |                  |
| 2008 | Universal Signs                                        | クリス               |                  |
| 2009 | See What I'm Saying: The Deaf Entertainers Documentary | N/A                  | ドキュメンタリー |
| 2013 | No Ordinary Hero: The SuperDeafy Movie                 | マット               | 兼監督           |
| 2016 | Wild Prairie Rose                                      | ジェームズ・ハンセン |                  |
| 2021 | コーダ あいのうた CODA                                 | フランク・ロッシ     |                  |
| TBA  | Primate                                                |                      |                  |

### テレビシリーズ
| 年        | 題名                                                                  | 役名                            | 備考                                            |
| --------- | --------------------------------------------------------------------- | ------------------------------- | ----------------------------------------------- |
| 2001      | Strong Medicine                                                       | ラーズ                          | 第1シーズン第16話「Fix」                        |
| 2002-2005 | F.B.EYE!! 相棒犬リーと女性捜査官スーの感動!事件簿 Sue Thomas: F.B.Eye | トロイ・メイヤーズ              | 計5話出演                                       |
| 2003      | Doc                                                                   | トロイ                          | 第4シーズン第5話「Rules of Engagement」         |
| 2006      | CSI:ニューヨーク CSI: NY                                              | デニス・ミッチャム              | 第3シーズン第12話「静なる夜」                   |
| 2007      | Scrubs〜恋のお騒がせ病棟 Scrubs                                       | フランシス氏                    | 第6シーズン第16話「My Words of Wisdom」         |
| 2012      | クリミナル・マインド FBI行動分析課 Criminal Minds                     | ジョン・メイヤーズ              | 第8シーズン第1話「沈黙の逃亡者」                |
| 2019      | マンダロリアン The Mandalorian                                        | タスケン・レイダー・スカウト #1 | 第1シーズン第5話「チャプター5: ガンファイター」 |
| TBA       | Flash Before the Bang                                                 | ファリアー                      | プリプロダクション中                            |